# Vladimir Doudintsev
Œuvres principales
L'homme ne vit pas que de pain
Vladimir Dimitrievitch Doudintsev (en russe : Владимир Дмитриевич Дудинцев ; ukrainien : Володимир Дмитрович Дудинцев) né le 29 juillet 1918 à Koupiansk (République populaire ukrainienne), et mort le 23 juillet 1998 à Moscou (Russie), est un écrivain soviétique de langue russe très connu pour son roman L'Homme ne vit pas seulement de pain, publié à Moscou en 1956 à l'époque du dégel de Khrouchtchev. La publication de cet ouvrage par Novy Mir a constitué un jalon important dans la déstalinisation de la vie culturelle et politique de l'Union soviétique et a donné lieu à des discussions passionnées. Dès le refroidissement suivant, Doudinstev a été victime d'un ostracisme prolongé qui l'a quasiment empêché de publier jusqu'à la période de la perestroïka, date à laquelle il publie Les Roses blanches qui connait un grand succès en URSS.  

## Biographie
Vladimir Doudintsev est né pendant la guerre civile dans la petite ville de Koupiansk (située près de Kharkov) dans l'Ukraine déchirée entre armée bolchévique et forces de l'Ukraine indépendante sous occupation allemande. Son père, Semion Baïkov, était un membre de la noblesse et avait servi dans l'armée impériale comme officier. Il prit une part active à la guerre civile comme officier russe blanc. Il fut exécuté par les troupes bolchéviques à Kharkov.
Le jeune Vladimir Doudinstev est alors adopté par le géomètre Dimitri Doudinstev, nouvel époux de sa mère, qui était chanteuse d'opérettes. C'est grâce à cette adoption qu'il peut faire des études de droit après avoir réussi à entrer à l'Institut de droit de Moscou malgré ses origines peu prolétariennes.
Durant la Seconde Guerre mondiale, il accède au grade de commandant de compagnie d'infanterie. Blessé près de Léningrad à la fin 1941, il est démobilisé et devient procureur militaire pendant le reste de la guerre dans la région militaire de Sibérie. Après la guerre, il travaille pour le quotidien Komsomolskaïa Pravda (1945-1951).

## Carrière littéraire
Doudintsev publie son premier livre en 1952 : Avec sept géants, recueil de nouvelles, puis en 1953 un premier roman : A la bonne place. Il s'inspire alors des exploits des équipes de bâtisseurs sibériens perçant à coup de dynamite les montagnes pour construire de nouvelles voies de chemin de fer.
En 1956, il parvient à faire publier son roman L'Homme ne vit pas seulement de pain dans Novy Mir dont le rédacteur en chef, Constantin Simonov, profite de l'atmosphère anti-stalinienne consécutive au célèbre discours de Nikita Khrouchtchev prononcé devant le congrès du PCUS en février 1956, attaquant dans son rapport secret Staline et lançant la déstalinisation. 
Ce roman-fleuve, situé dans l'immédiat après-guerre pendant la dernière période de la terreur stalinienne, dénonce l'attitude de bureaucrates soviétiques face à la découverte par un jeune enseignant de physique d'un procédé innovant de fabrication de tuyaux en fonte. Cet inventeur isolé contredit les solutions peu efficaces mises au point par les responsables d'un institut métallurgique spécialisé, appuyés par le ministère de tutelle qui leur assure une situation privilégiée. A force de combats, bureaucratiques et scientifiques, le héros finit par faire triompher ses idées malgré les attaques de ses adversaires qui vont néanmoins jusqu'à le faire condamner et interner dans un camp de travail. Il triomphe finalement, alors que ses adversaires échappent à toutes sanctions et se félicitent de leur impunité, tout en applaudissant cyniquement son succès.
Dans ce roman, les principaux personnages, autant le héros que ses détracteurs (mais à l'exception de l'héroïne romantique qui aide le héros à triompher) sont membres du PCUS. Doudintsev montre ainsi qu'au sein du sérail communiste, un groupe social a pu se créer une position privilégiée et la défendre par tous les moyens, y compris l'utilisation de services répressifs comme la justice militaire. Le héros, lui, se bat au nom d'un idéal social : l'amélioration du bien-être du peuple — plusieurs scènes se situent au sein d'une famille ouvrière misérable — et de l'efficacité de l'État soviétique. À aucun moment, Doudintsev ne critique ouvertement le stalinisme ou l'appareil du PCUS et sa politique, qui sont totalement absents du roman.
Ce cocktail audacieux explique que Doudintsev échappe à la censure et soit encensé par la critique à la sortie du roman dans Novy Mir. Il connait aussitôt un vrai succès populaire. Léonide Pliouchtch se souvient dans son autobiographie que, jeune militant communiste, il l'avait lu avec passion:
« C'était le premier roman consacré à notre époque que j'avais entrepris de lire. Un de mes amis et moi, nous nous l'arrachions littéralement des mains. Sans doute le roman de Doudintsev n'atteignait pas des sommets sur le plan artistique, mais seule la vérité, la vérité des faits seule nous intéressait. Le déchaînement de la presse krouchtchévienne nous abasourdit et ébranla un peu plus notre foi dans un retour réel du pays à un type de développement démocratique » (…) Doudintsev critiquait le stalinisme en communiste, au nom des idéaux d'Octobre, par là il réensemençait l'espérance en l'avenir" .
Mais Doudintsev devient de fait très vite la cible d'attaques des mandarins du parti face à cette contestation du système, car loin de la théorie de Khrouchtchev sur le culte de la personnalité et les crimes du cruel Géorgien, il montre comment celle-ci résultait aussi bien de groupes sociaux prêts à tout pour conserver leur place.
La réaction s'appuie pour dénoncer Doudintsev sur l'accueil favorable reçu par son roman à l'étranger. Les critiques y lisent une dénonciation du système soviétique, comme le correspondant à Moscou du Monde, Henri Pierre, qui écrit alors : « C'est le bilan impitoyable de la société soviétique actuelle où règne l'injustice, où s'installe l'inégalité sociale, où souvent les arrivistes cyniques l'emportent sur les honnêtes serviteurs de l'État. » Khrouchtchev reprocha d'ailleurs à Doudintsev « une joie maligne à décrire les aspects négatifs de la vie soviétique » . L’étude de Suzanne Cusumano parue dans la revue Études d’avril 1958  montre le poids de Doudintsev dans la liquidation du « réalisme socialiste » imposé par Jdanov depuis 1947. Avec Véra Panova et Ilya Ehrenbourg, il réveille la littérature soviétique. Il est caractéristique que les éditions communistes françaises laissent un éditeur « bourgeois » le publier en France.
Après la publication dans Novy Mir (qui tire à 140 000 exemplaires alors) puis un premier et modeste tirage de 30 000 exemplaires réservé à l'élite, une édition à grand tirage est annoncée puis envoyée au pilon. Lors d'une réunion de l'Union des écrivains, Doudintsev est dénoncé avec virulence malgré le plaidoyer de Paoustovski et perd connaissance durant la réunion.
Après ces attaques, il est mis à l'écart pendant quelques années. Il réussit cependant à faire publier deux recueils de nouvelles en 1959 et 1963, ainsi qu'un roman de science fiction en 1960 : Un conte pour la nouvelle année.
C'est avec la perestroïka qu'il revient sur le devant de la scène. Son roman Les Robes blanches, écrit en 1967 est enfin publié et lui vaut un prix littéraire majeur en 1988. C'est l'histoire romancée de la lutte des généticiens contre Lyssenko et ses théories biologiques erronées. Jusque-là, il avait vécu difficilement, aidé par le générosité de ses amis.
Il est décédé en 1998 avant d'avoir pu achever son autobiographie, Entre deux romans, dont l'édition a été assurée par sa fille en 2000 à partir du manuscrit.